# Kim Raver

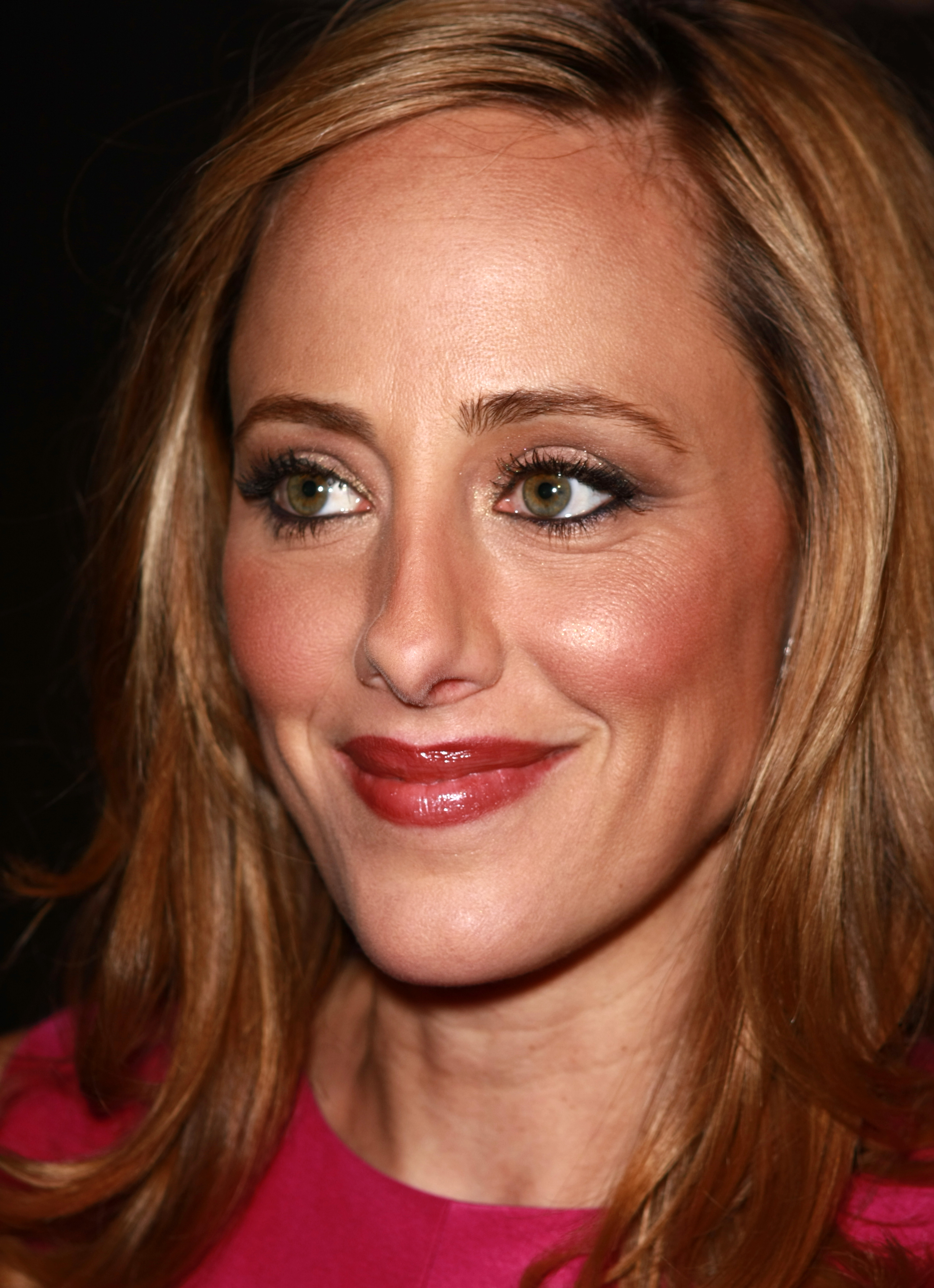
Kim Raver in New York City (2008)

Kimberly „Kim“ Jayne Raver (* 15. März 1969 in New York City) ist eine US-amerikanische Schauspielerin.

## Leben und Karriere
Geboren und aufgewachsen ist Raver in New York City. Im Alter von sechs bis neun Jahren hatte sie eine wiederkehrende Rolle in der Sesamstraße. Sie machte später ihren Abschluss in Bildender Kunst an der Boston University. Danach begann sie mit dem Studium des Theaterschauspiels bei ihrem Lehrer und Mentor Wynn Handman in New York.
Zu Beginn ihrer Karriere verdiente Raver ihren Lebensunterhalt mit Werbespots. Ihr Durchbruch kam mit dem Broadway-Stück Holiday, in dem sie zusammen mit Laura Linney und Tony Goldwyn auftrat.
Raver hatte Gastauftritte in den Fernsehserien Practice – Die Anwälte, Chaos City, Emergency Room – Die Notaufnahme und Law & Order. Ihren schauspielerischen Durchbruch hatte sie mit der Rolle der alleinerziehenden Sanitäterin Kim Zambrano in der Jerry-Bruckheimer-Serie Third Watch – Einsatz am Limit. In dem Film City Hall war sie an der Seite von Al Pacino zu sehen. In dem Film Martin & Orloff spielte sie zusammen mit Andy Richter und Janeane Garofalo. Zwischen 2004 und 2007 war sie in insgesamt 53 Folgen der Serie 24 als Audrey Raines zu sehen. Diese Rolle verkörpert sie auch 2014 in deren Fortsetzung als Miniserie. In den Jahren 2008 bis 2009 spielte sie in der Fernsehserie Lipstick Jungle die Rolle der Nico Reilly, Chefredakteurin eines Modemagazins. Von November 2009 bis Mai 2012 und erneut seit 2017 verkörpert sie in Grey’s Anatomy die Rolle der Ärztin Dr. Teddy Altman.

### Persönliches
Im Juli 2000 heiratete Raver Manuel Boyer. Zusammen mit den gemeinsamen Söhnen, die 2002 und 2007 geboren wurden, leben sie in New York. Raver hat eine deutsche Mutter und spricht fließend Französisch und Deutsch.

## Filmografie (Auswahl)

### Filme
- 1994: Menendez: A Killing in Beverly Hills
- 1997: Soul Mates
- 2002: Martin & Orloff
- 2004: Mind the Gap
- 2005: Haunting Sarah
- 2005: Keep Your Distance
- 2006: Nachts im Museum (Night at the Museum)
- 2007: Prisoner
- 2009: Inside the Box
- 2010: Bond of Silence
- 2023: Der Zopf (The Braid)

### Fernsehserien
- 1975–1978: Sesamstraße (Sesame Street)
- 1995: Central Park West (3 Folgen)
- 1996: Law & Order (Folge 6x22)
- 1997: Practice – Die Anwälte (The Practice, Folge 2x01)
- 1997: Chaos City (Spin City, Folge 2x08)
- 1998: Trinity (3 Folgen)
- 1999–2004: Third Watch – Einsatz am Limit (Third Watch, 102 Folgen)
- 2002: Emergency Room – Die Notaufnahme (ER, Folge 8x19)
- 2004–2007: 24 (53 Folgen)
- 2006–2007: The Nine – Die Geiseln (The Nine, 13 Folgen)
- 2008–2009: Lipstick Jungle (20 Folgen)
- 2009–2012, seit 2017: Grey’s Anatomy
- 2012–2014: Revolution (8 Folgen)
- 2013: Navy CIS: L.A. (NCIS: Los Angeles, 2 Folgen)
- 2014: 24: Live Another Day (Miniserie, 12 Folgen)
- 2015: Bones – Die Knochenjägerin (Bones, 2 Folgen)
- 2017: APB – Die Hightech-Cops (APB, 3 Folgen)
- 2017: Ray Donovan (4 Folgen)
- 2018: Designated Survivor (6 Folgen)
- 2020, seit 2022: Seattle Firefighters – Die jungen Helden (Station 19) (4 Folgen)